# Дунаївська сільська рада (Перемишлянський район)
Ду́наївська сільська рада — колишній орган місцевого самоврядування у Перемишлянському районі Львівської області. Адміністративний центр — село Ду́наїв.

## Загальні відомості
Дунаївська сільська рада була утворена в 1940 році. Територією ради протікають річки Біла, Золота Липа.

## Населені пункти
Сільській раді були підпорядковані населені пункти:
- с. Дунаїв
- с. Курний
- с. Підсмереки
- с. Смереківка
- с. Тернівка

## Склад ради
Рада складалася з 14 депутатів та голови.

### Керівний склад попередніх скликань
| ПІБ                      | Основні відомості                                                                       | Дата обрання | Дата звільнення |
| ------------------------ | --------------------------------------------------------------------------------------- | ------------ | --------------- |
| Мартиняк Петро Миронович | Сільський голова, 1960 року народження, освіта середня спеціальна, член Народної партії | 26.03.2006   | 31.10.2010      |
| Мартиняк Петро Миронович | Сільський голова, 1960 року народження, освіта середня спеціальна, безпартійний         | 31.10.2010   |                 |

Примітка: таблиця складена за даними джерела